# 카페클루벤섬
카페클루벤섬(덴마크어: Kaffeklubben Ø, 그린란드어: Inuit Qeqertaat)은 그린란드 섬 북단의 해안에 있는 섬으로, 지구의 최북단의 육지이다.
카페클루벤 섬의 위치는 북극점에서 713.5 km 떨어져 있으며, 섬의 길이는 약 0.7 km이다.

## 역사

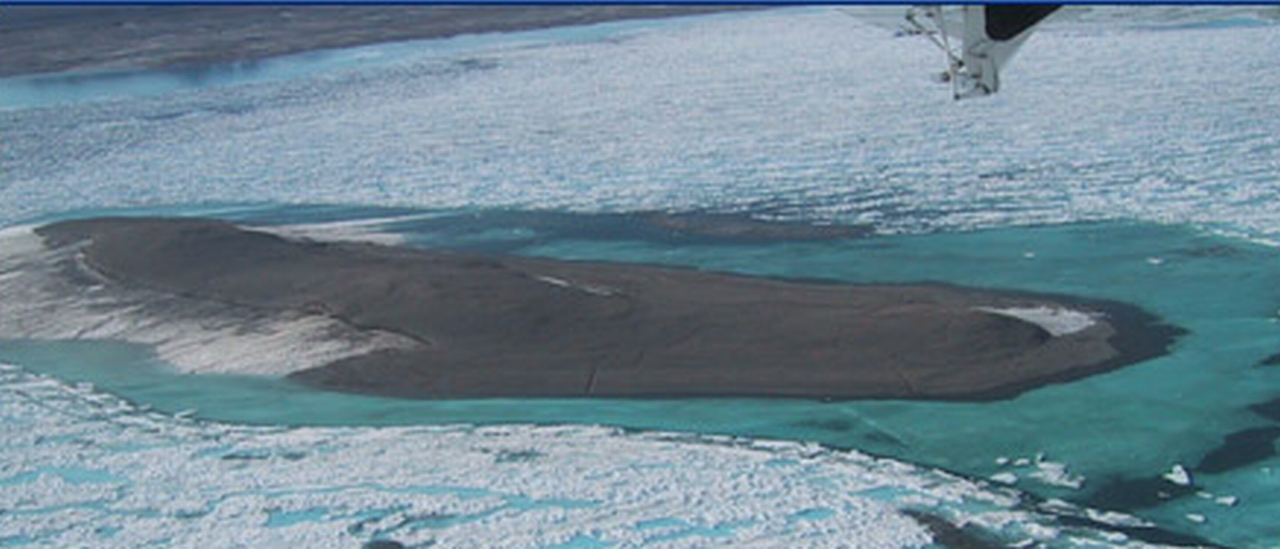
카페클루벤 섬의 항공 사진

1900년 미국의 탐험가 로버트 피어리가 처음 발견했다. 카페클루벤 섬에 처음 발을 들여놓은 사람은 1921년 덴마크의 탐험가 라우게 코크였다. 코크는 코펜하겐의 광물학 박물관에 있는 커피 클럽 이름을 이 섬에 붙였다. 1969년 캐나다의 탐사팀은 섬의 북쪽 끝이 모리스재섭 곶보다 750 m 북쪽이라는 것을 발견하고, 가장 북쪽의 육지라고 추정하였다.